# Местна карнобатска овца
Местна карнобатска овца е българска порода овце с предназначение добив на вълна, мляко и месо.

## Разпространение
Породата е разпространена в стопанства в селища, намиращи се в Тракийската низина в областите Бургас и Ямбол. Породата е създадена при целенасочена селекция в района на град Карнобат откъдето произлиза и името ѝ.
Към 2008 г. броят на представителите на породата е бил 352 индивида.
Рисков статус – застрашена от изчезване.

## Описание
Представителите са дребни с приземно тяло и жив темперамент. Главата е малка с права профилна линия и хоризонтално поставени уши. Женските са без рога, а кочовте са с добре развити рога. Краката са тънки и здрави, зарунени до скакателните стави. Овцете са зарунени до челото. Опашката е дълга, дебела в основата и зарунена.
Според цвета на вълната са формирани два типа овце – бели и пигментирани. Според структурата на руното, дебелината и дължината му са кабарляви и рудави. По-разпространени са пигментираните цветове. Често породата е смятана за географски изолирана популация на медночервената шуменска овца.
Овцете са с тегло 40 kg, а кочовете 65 – 70 kg. Средният настриг на вълна е 3 – 3,5 kg при овцете и 5 – 6 kg при кочовете. Плодовитостта е в рамките на 105 – 110%. Средната млечност за доен период е 50 l.